# Макарт, Ганс
Ганс Макарт (нем. Hans Makart; 28 мая 1840, Зальцбург — 3 октября 1884, Вена) — австрийский живописец, художник-декоратор, проектировщик мебели и интерьеров, художник по костюмам, видный представитель академического искусства.

## Биография
Макарт был сыном камергера дворца Мирабель и родился в бывшей резиденции князей-архиепископов Зальцбурга, города, в котором родился Моцарт. Между 1850 и 1851 годами учился живописи в Венской академии изобразительных искусств у Иоганна Фишбаха. Но венская академия Макарта не удовлетворила, и он уехал в Мюнхен и после двух лет самостоятельного обучения он привлёк внимание Карла Теодора фон Пилоти, под руководством которого между 1861 и 1865 годами развивал свой стиль живописи. В эти годы Макарт также побывал в Лондоне, Париже и Риме, чтобы продолжить обучение.
Его первая картина «Лавуазье в тюрьме» посвящена последним дням великого французского физика, жертвы якобинского террора. Ганс Макарт — автор больших исторических и аллегорических композиций и множества светских портретов. Его живопись отличается салонностью в сочетании с показной виртуозностью техники и при этом лёгкостью письма и незаурядным чувством цвета: «своеобразным соединением венского барокко, венецианского стиля и мюнхенского академизма». Макарта называли «волшебником цвета», а его картины представляли собой «масштабные театральные постановки на исторические темы».
С 1879 года Макарт — профессор исторической живописи венской Академии. При жизни он получил широкое признание и имел множество поклонников. «Стиль Макарта» (Makartstil), или «макартизм», стал высшей точкой искусства «стиля рингштрассе» (Рингштрасе — одна из центральных улиц Вены, в 1850—1860-х была застроена громоздкими разностильными особняками, а её название стало синонимом «претенциозной безвкусицы»).

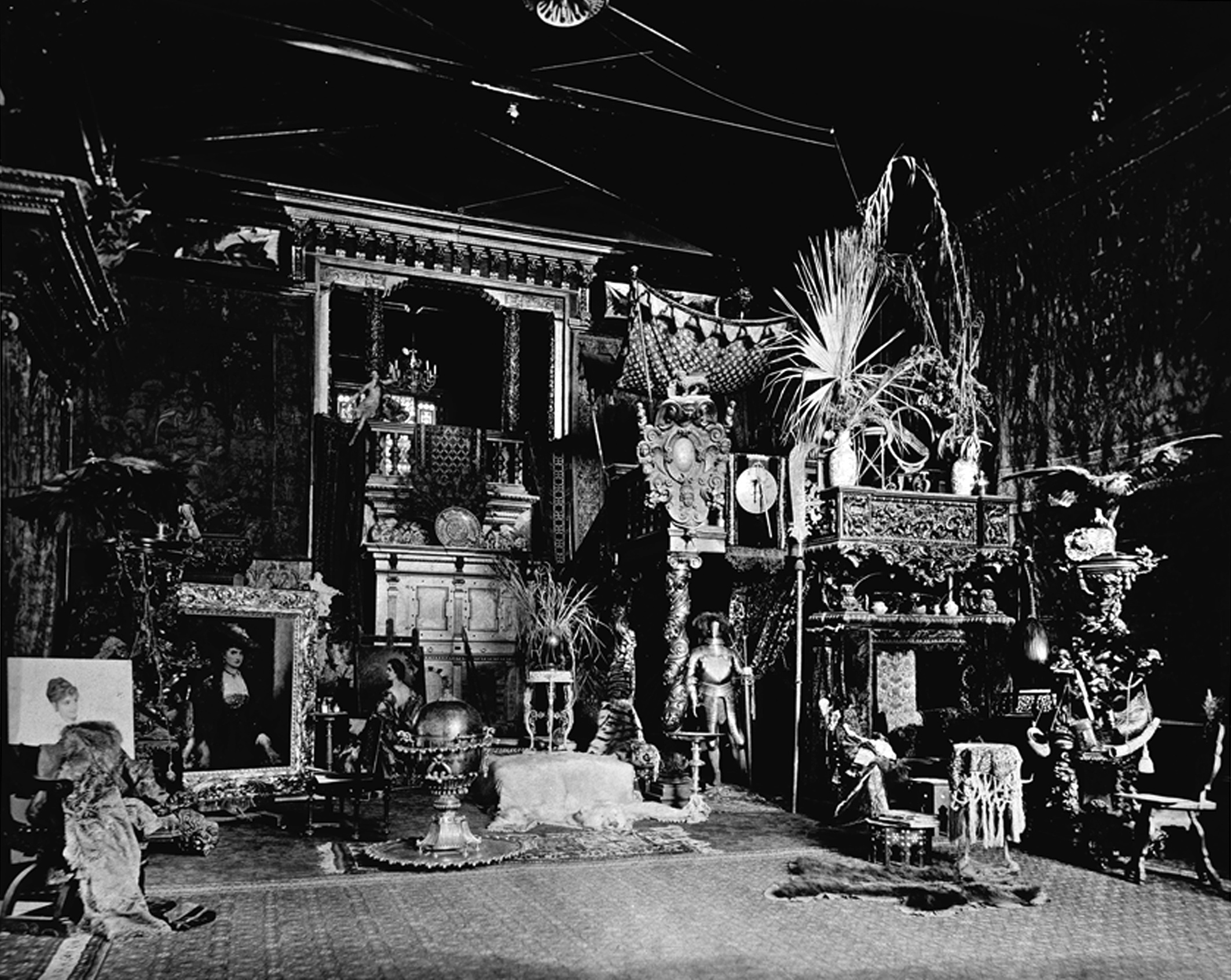
Ателье Макарта в Вене. Ок. 1875

Князь фон Гогенлоэ предоставил Макарту помещения бывшего литейного завода в Вене на Гуссхаусштрассе, 25, чтобы использовать их в качестве мастерской. Постепенно Ганс Макарт превратил свою студию во впечатляющее место, полное скульптур, цветов, музыкальных инструментов, реквизита и украшений, которые он использовал для создания фона портретов, преимущественно женских.
Роскошное «Ателье Макарт» стало ареной постоянных встреч художника и его почитателей. Ему позировали знаменитости. В 1870—1880 годах ателье было центром культурной жизни светского венского общества. Козима Вагнер описала это место как «чудо декоративной красоты, величественную кладовую». Художник стремился к взаимодействию разных видов искусства и, следовательно, реализации идеи «тотального художественного произведения», которая доминировала в эстетических дискуссиях второй половины XIX века. Макарт был другом композитора Рихарда Вагнера, и можно утверждать, что они развивали схожие концепции в разных формах искусства: стремление встроить мотивы истории и мифологии в рамки нового эстетизма, превращая их в исторические театрализованные представления. А эротизм многих картин Макарта, как считают некоторые исследователи, предвещал аналогичные вкусы в следующий период венского модерна. Макарт оказал влияние на таких художников модерна, как Густав Климт и Альфонс Муха.
Макарт стал посредником между разными слоями общества: он создал социально двусмысленную сферу, в которой родовая аристократия и буржуазия могли встречаться во взаимном согласии. Именно Макарт ввёл моду на оформление жилых помещений «во вкусе художественного ателье». Непременными аксессуарами таких «вещных интерьеров» считались огромные букеты искусственных цветов («букеты Макарта»), пальмы в кадках, тяжёлые драпри́ (портьеры на окнах и дверях), плюшевые занавеси, вносившие «элемент таинственности», чучела животных, помост, «тронное кресло». С «макартизмом» связывают также моду на поддельные украшения, мебель в грубом «псевдоренессансном стиле» с обилием резьбы и позолоты, развешанные по стенам музыкальные инструменты и экзотическое восточное оружие.
В 1882 году император Франц Иосиф I поручил Макарту роспись спальни императрицы Елизаветы на вилле Гермес в венском предместье Лайнцер Тиргартен. Живопись должна была иллюстрировать «Сон в летнюю ночь» Шекспира. Макарт выполнил множество этюдов, но расписать стены ему помешала смерть. Он умер в возрасте сорока четырёх лет от вызванного сифилисом прогрессивного паралича. Заказ на вилле Гермес был выполнен художниками Густавом и Эрнстом Климтами и Францем Мачем.
Большинство живописных произведений Макарта хранятся в музеях Вены. Макарт изображён на австрийских почтовых марках 1932, 1948 и 1990 годов. В России последователем Ганса Макарта был художник К. Е. Маковский.

## Галерея

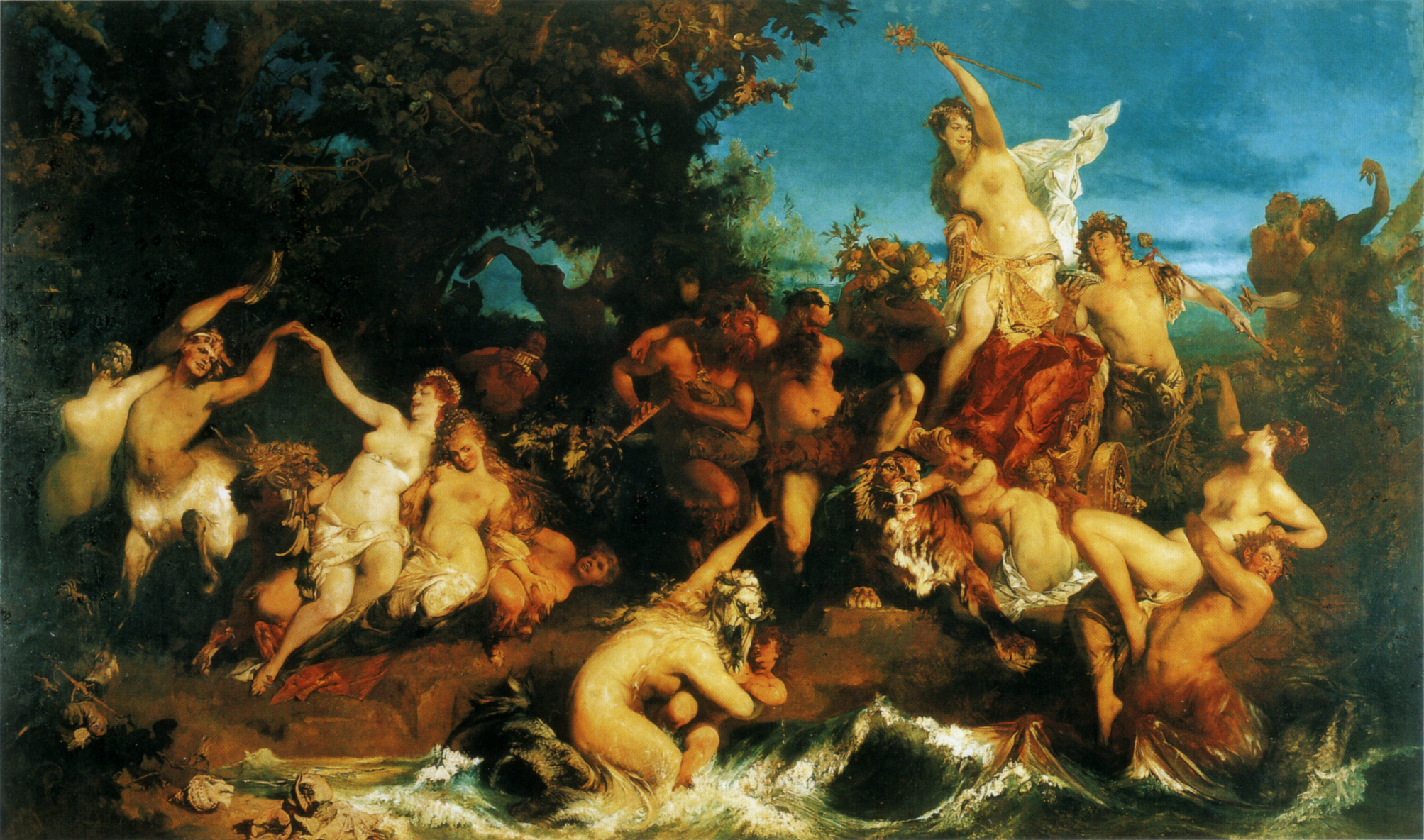
Триумф Ариадны. 1873—1874. Холст, масло. Австрийская галерея Бельведер, Вена
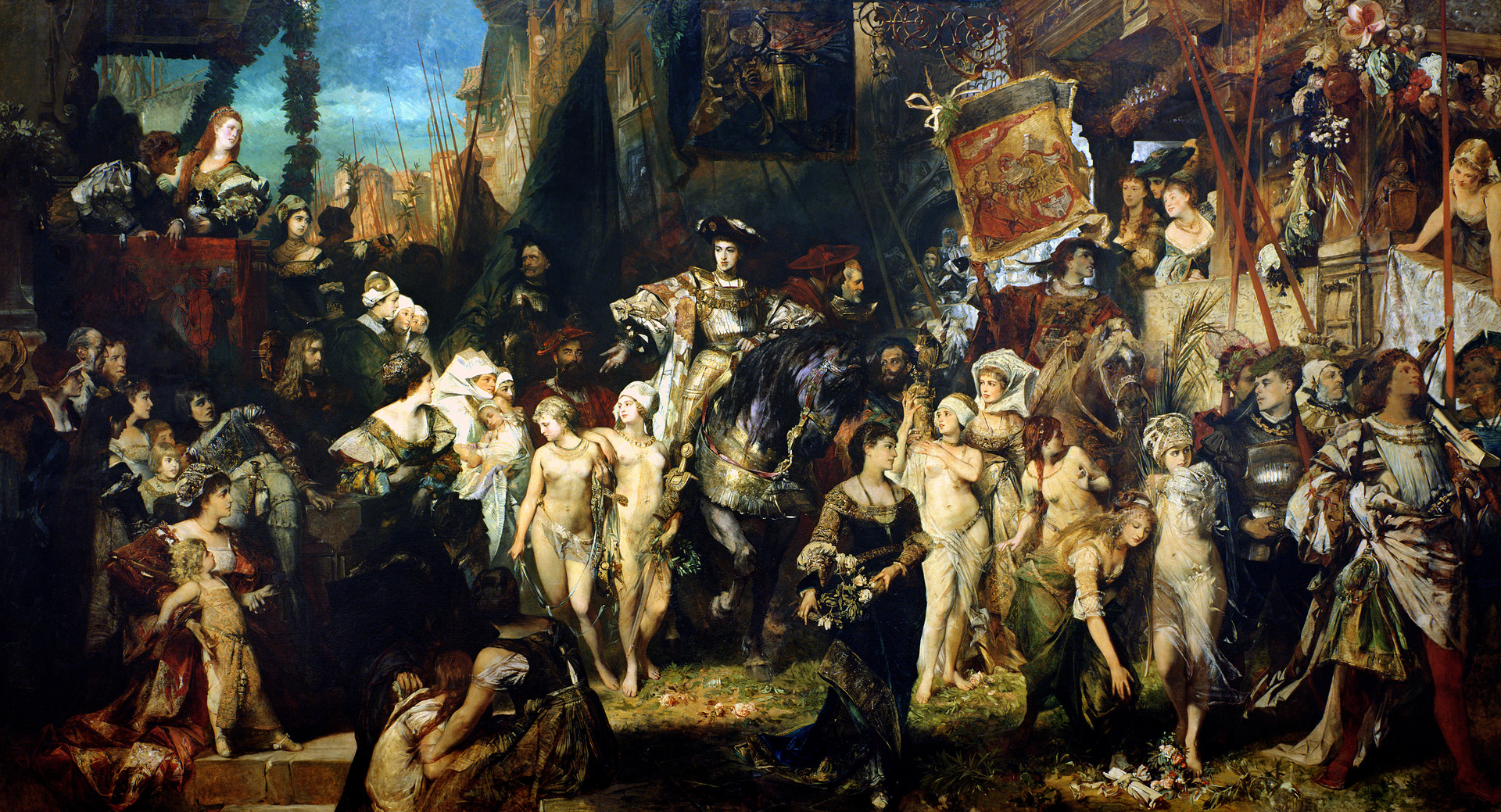
Въезд императора Карла V в Антверпен в 1520 году. 1878. Холст, масло. Кунстхалле, Гамбург
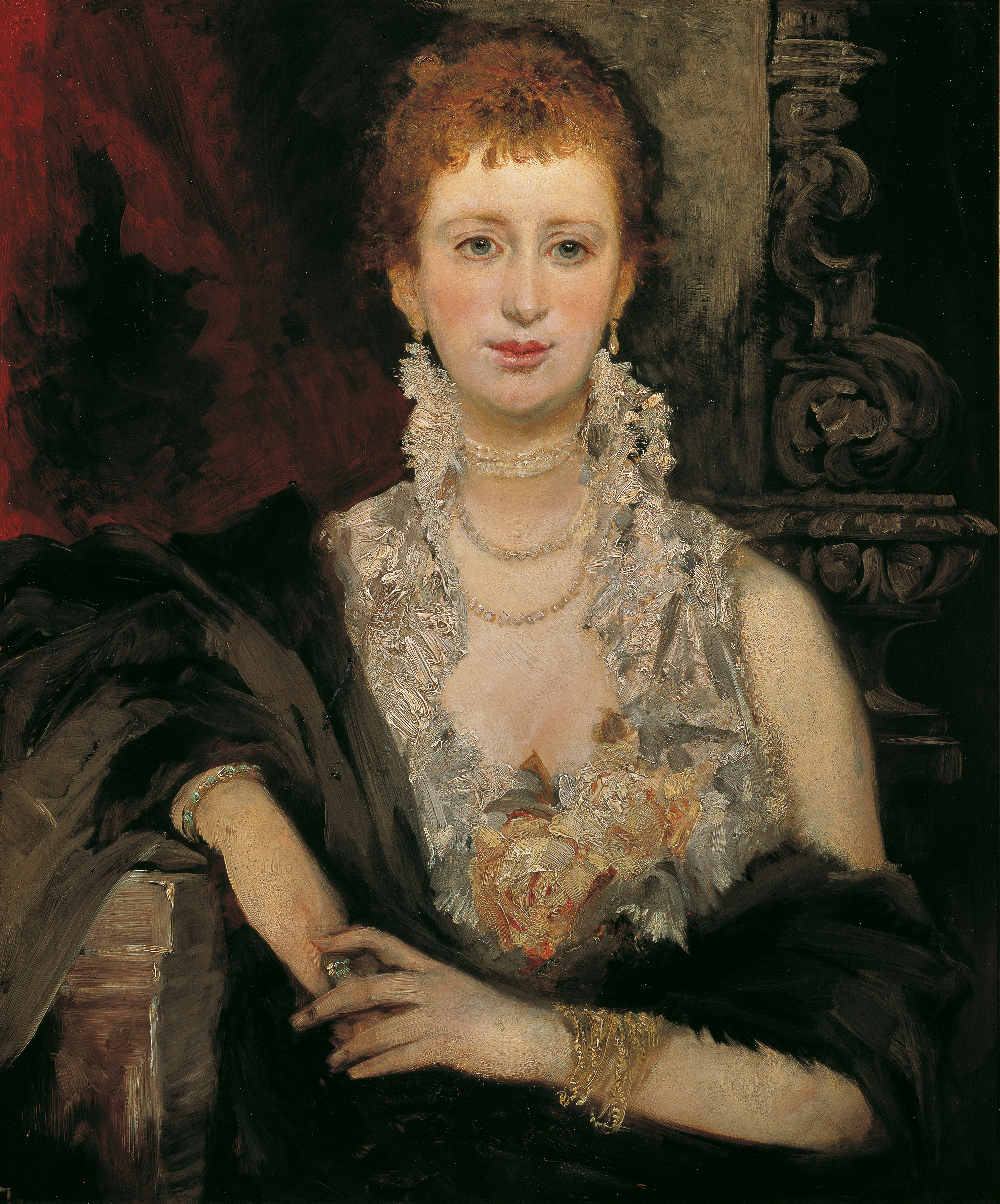
Клотильда Бир. Ок. 1880. Дерево, масло. Австрийская галерея Бельведер, Вена
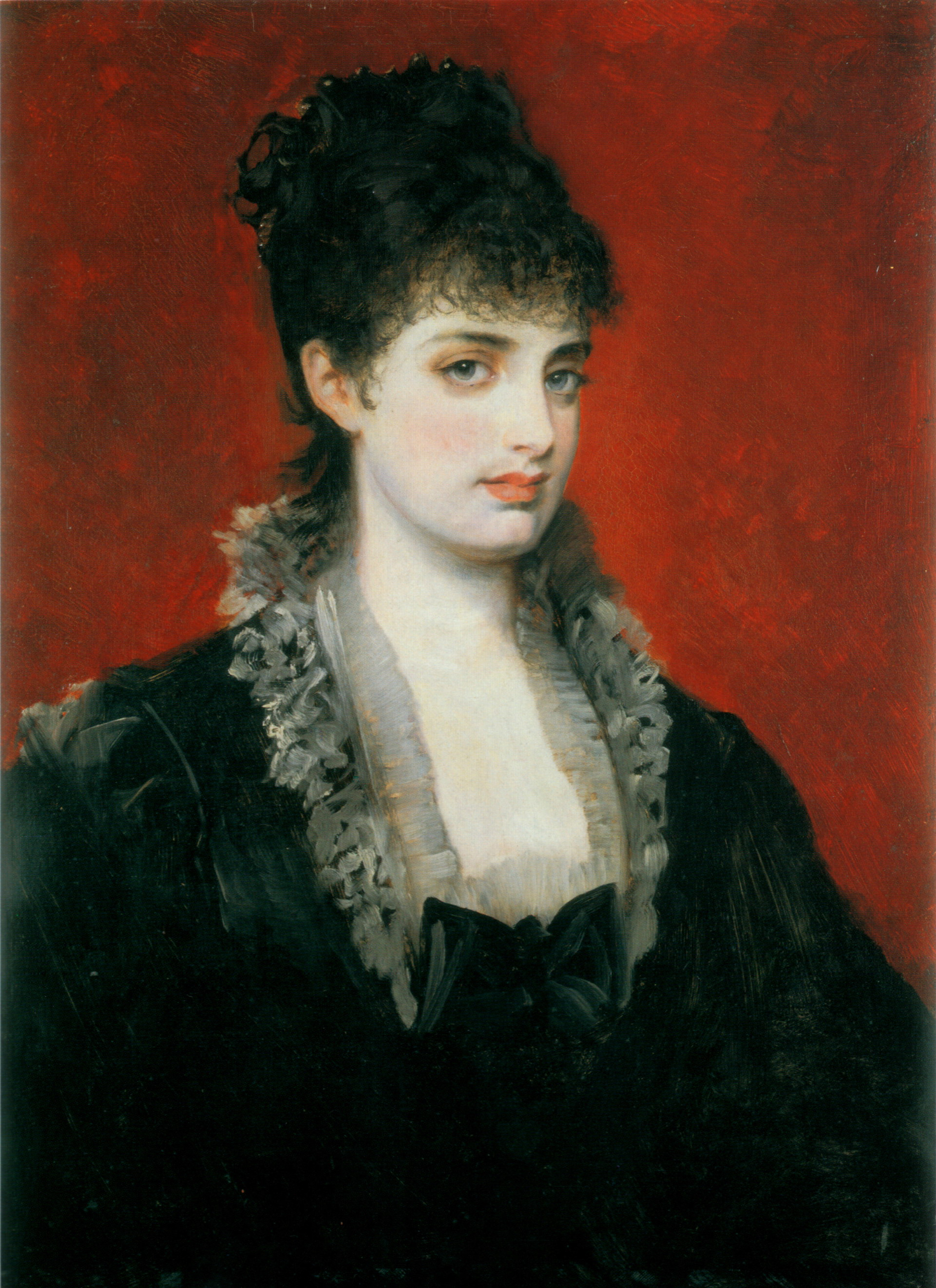
Портрет Анны фон Вальдберг. 1883. Холст, масло. Музей Зальцбурга
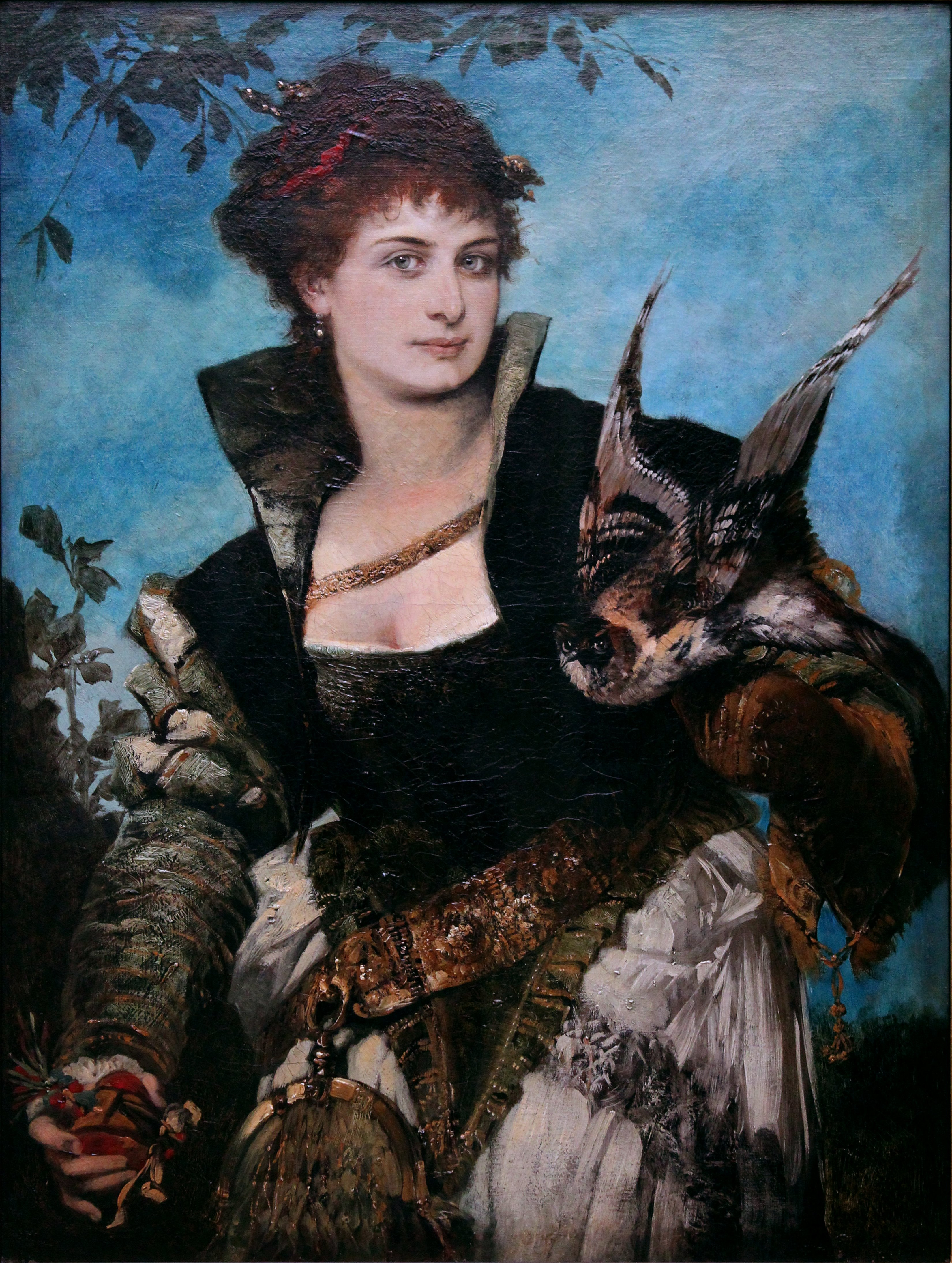
Сокольничая. Ок. 1880. Холст, масло. Новая пинакотека, Мюнхен
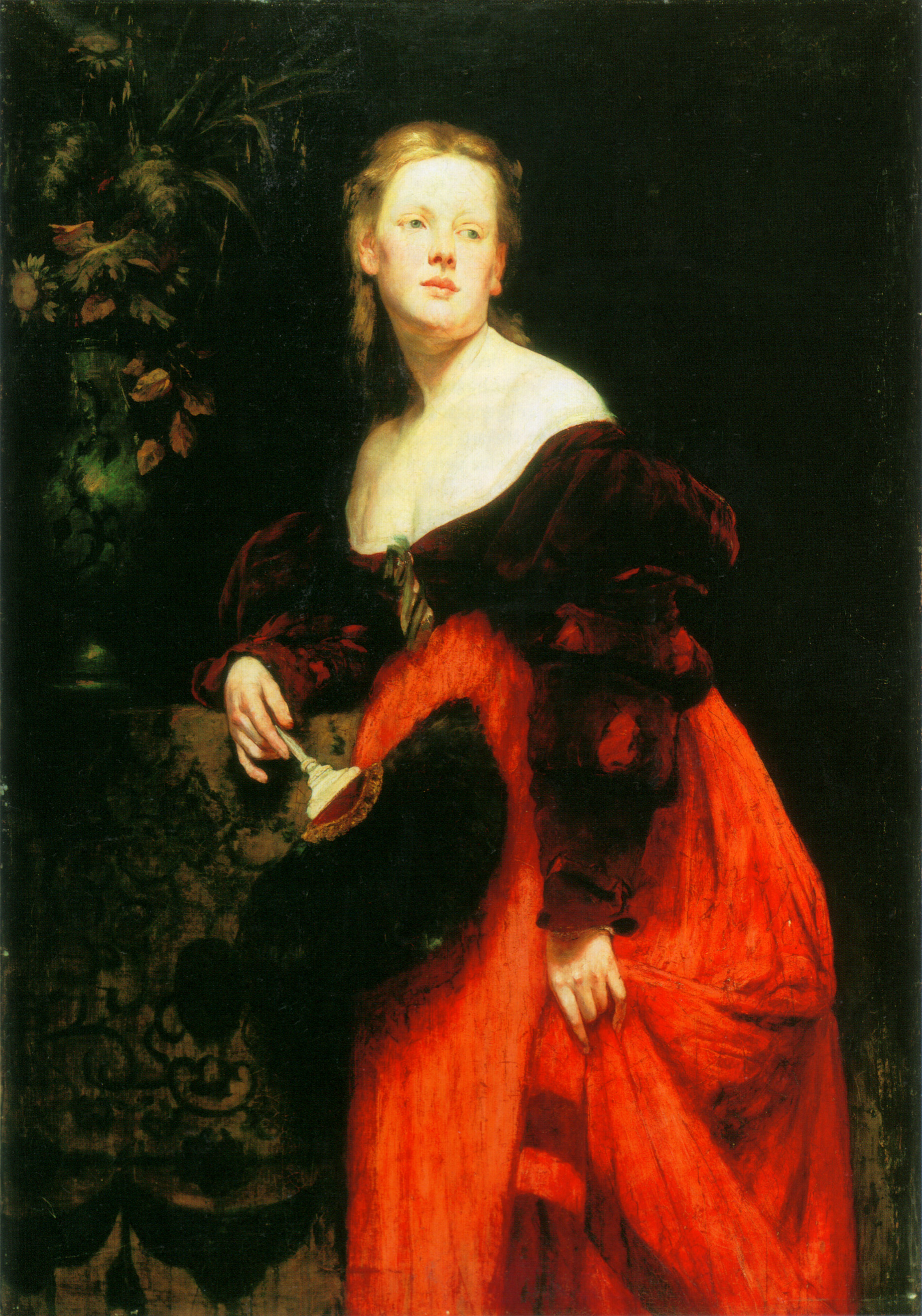
Каролина Гомперц. 1870. Холст, масло. Австрийская галерея Бельведер, Вена
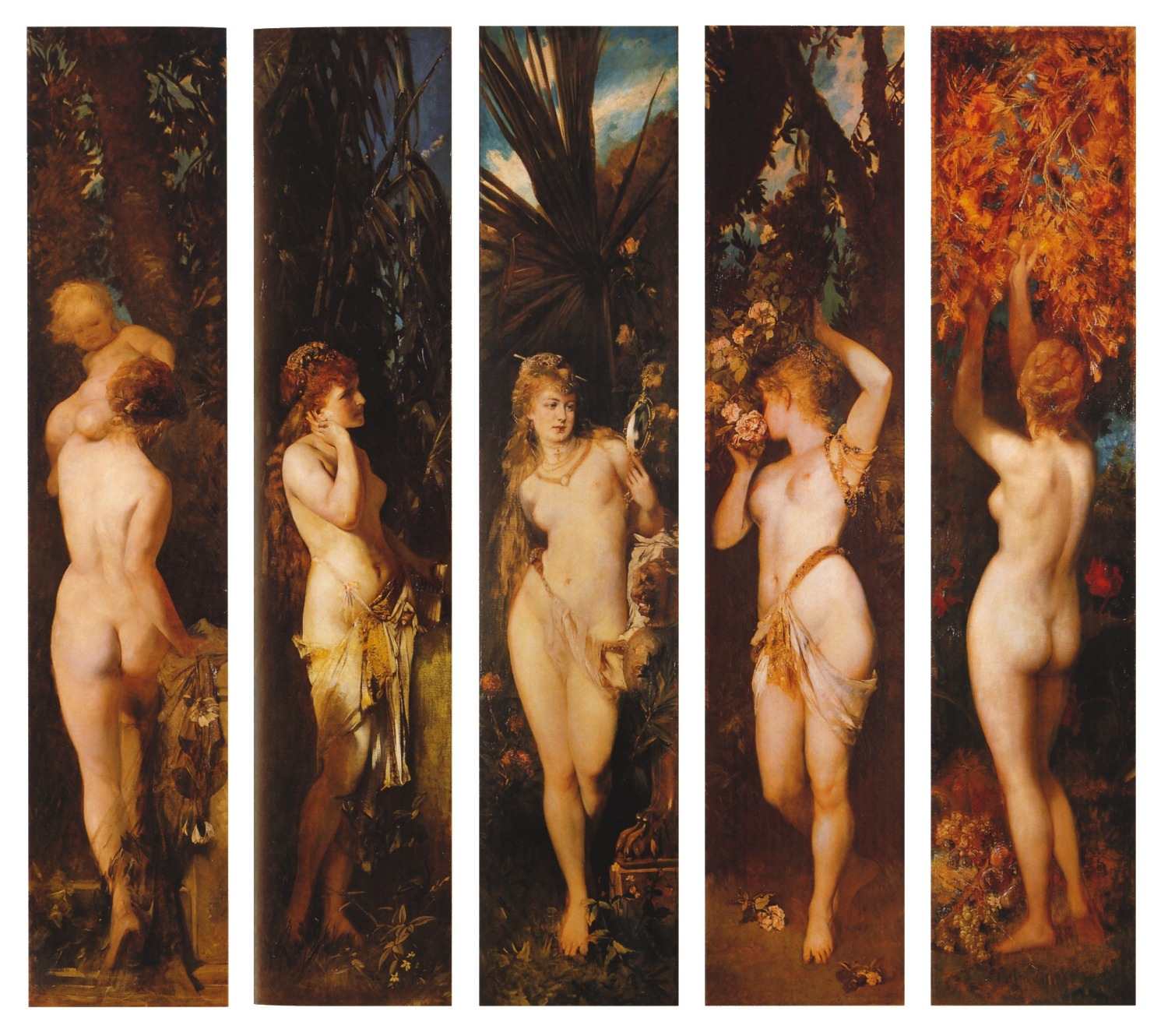
Пять чувств: осязание, зрение, слух, обоняние, вкус. Между 1840 и 1884. Холст, масло. Австрийская галерея Бельведер, Вена
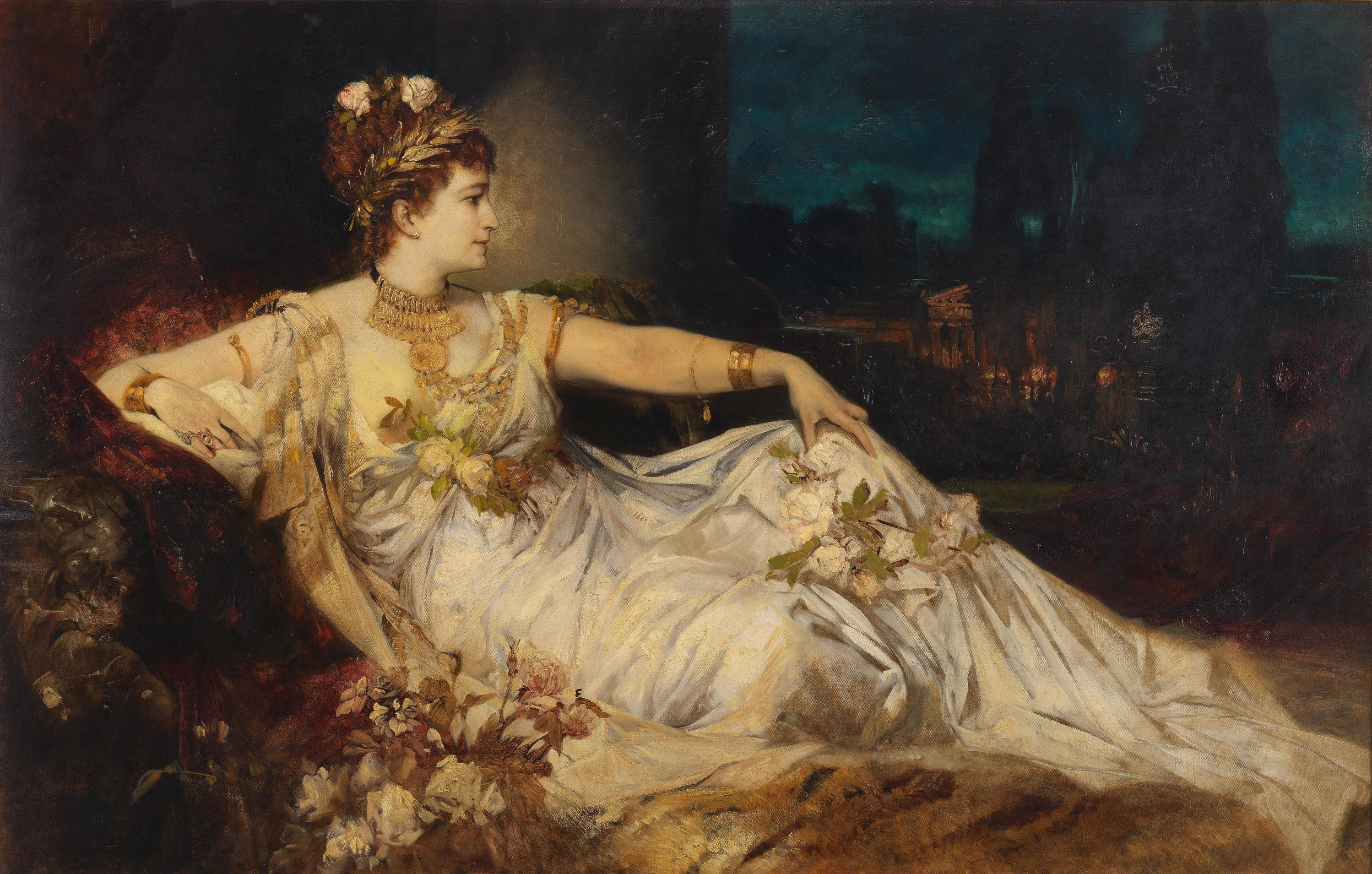
Шарлотта Вольтер в образе Мессалины. Ок. 1875. Холст, масло. Городской музей Вены